# Límbert Pizarro
Límbert Percy Pizarro Vaca (Santa Cruz de la Sierra, 17 de julho de 1976) é um ex-futebolista profissional boliviano que atuava como meia.

## Carreira
Límbert Pizarro se profissionalizou no 	Bolívar.

## Seleção
Límbert Pizarro integrou a Seleção Boliviana de Futebol na Copa América de 2004.